# The Creeping Terror
The Creeping Terror is Amerikaanse horror/sciencefictionfilm uit 1964. De film werd geregisseerd door Arthur J. Nelson, die ook de hoofdrol en de montage voor zijn rekening nam.

## Verhaal
Martin Gordon, een nieuwe sheriff, komt een neergestort ruimteschip tegen net buiten de fictieve stadje Angel County. Een groot slakachtig omnivoor monster komt uit het schip tevoorschijn. Verbaasd gaan de sheriff en een boswachter het schip in. Daar blijkt zich nog zo’n beest te bevinden, die de twee mannen dood.
Martin, die nu de tijdelijke sheriff wordt, trekt samen met zijn vrouw Brett, de wetenschapper Dr. Bradford en de militaire leider James Caldwell, ten strijde tegen het monster. Het monster doet zich ondertussen te goed aan de bevolking van het plaatsje.
De protagonisten concluderen uiteindelijk dat de monsters niet bijster intelligent zijn. Het zijn gewoon hersenloze eters. Uiteindelijk slagen ze erin de monsters te doden, maar niet voordat deze vanuit hun schip een signaal activeren dat mogelijk als baken dient voor meer schepen. Het sterrenstelsel waar dit signaal naartoe werd gestuurd ligt echter miljoenen lichtjaren verwijderd van de aarde, dus zal het mogelijk 2 miljoen jaar duren voor deze vijandige schepen arriveren.

## Rolverdeling
| Acteur           | Personage           | Opmerkingen      |
| ---------------- | ------------------- | ---------------- |
| Arthur Nelson    | Martin Gordon       | als Vic Savage   |
| Shannon O'Neil   | Brett Gordon        |                  |
| William Thourlby | Dr. Bradford        |                  |
| John Caresio     | Col. James Caldwell |                  |
| Brendon Boone    | Barney, the deputy  | als Norman Boone |
| Jack King        | Opa Brown           |                  |

## Achtergrond
Het originele verhaal van de film werd geschreven door de toen 23 jaar oude Allan Silliphant, die later ook meewerkte aan de film The Stewardesses uit 1969. Hij schreef het negen pagina’s tellende draaiboek in drie dagen.
De film is opgenomen in de documentaire The 50 Worst Movies Ever Made. Daarnaast werd de film bespot in de cultserie Mystery Science Theater 3000.